# Gare de Quillan
Gare de Quillan vasútállomás Franciaországban, Quillan településen.

## Vasútvonalak
Az állomást az alábbi vasútvonalak érintik:
- Carcassonne-Rivesaltes-vasútvonal

## Kapcsolódó állomások
A vasútállomáshoz az alábbi állomások vannak a legközelebb:
- Gare de Campagne